# Nymphalis cyanosticta
Nymphalis cyanosticta är en fjärilsart som beskrevs av Raynor 1903. Nymphalis cyanosticta ingår i släktet Nymphalis och familjen praktfjärilar. Inga underarter finns listade i Catalogue of Life.